# Robbie Amell
Robert Patrick „Robbie“ Amell (* 21. dubna 1988 Toronto, Ontario, Kanada) je kanadský herec. Proslavil se rolí Stephena Jamesona v seriálu Lidé zítřka či rolí Ronnieho Raymonda / Firestorma v seriálu The Flash. Dále se objevil ve filmech Scooby Doo! Prokletí nestvůry z jezera a The Duff.

## Životopis
Narodil se v Torontu v Kanadě. Jeho bratranec je herec Stephen Amell, známý ze seriálu Arrow. Společně se svojí sestrou se začal věnovat modelingu a herectví, když mu bylo šest let. V 16 letech začal získávat hlavní role ve středoškolských hrách. Navštěvoval Canadian Studios Acting Academy. V roce 2006 odmaturoval na Lawrance Park Collegiate Institute.

## Kariéra
První filmová role přišla v roce 2005 s filmem Dvanáct do tuctu 2, také se objevil v hororovém snímku Left for Dead. Získal roli v kanadském seriálu Life with Derek, kde hrál přítele jedné z hlavních postav. Objevil se po boku Ashley Tisdale v původním filmu stanice ABC Family Táta za všechny prachy.
Vedlejší roli získal v seriálu stanice Nickelodeon True Jacksonová a Unnatural History. V roce 2009 byl obsazen do hlavní role Freda Jonese ve filmu Scooby-Doo: Začátek. A roli si zopakoval v roce 2010 v sequelu Scooby Doo! Prokletí nestvůry z jezera. V třetí řadě seriálu Prolhané krásky si zahrál bratra Noela Kahna Erica.
V roce 2013 získal hlavní roli Stephena Jamesona v seriálu stanice The CW Lidé zítřka, remaku stejnojmenné britské verze. Televize se rozhodla seriál po první řadě ukončit. V červenci 2014 získal vedlejší roli v komiksovém sci-fi seriálu The Flash jako Ronnie Raymond / Firestorm. S Kevinem Spaceym si zahrál ve filmu Já, kocour, který měl premiéru 5. srpna 2016. V červenci 2015 byl obsazen do 10. série seriálu Akta X jako agent FBI Miller. V říjnu se připojil k obsazení hororového filmu The Babysitter. Dále bylo oznámeno jeho herecké i produkční angažmá u sci-fi filmu Code 8.

## Osobní život
Od roku 2008 je ve vztahu s kanadskou herečkou Italií Ricci. Dne 20. srpna 2014 pár oznámil zasnoubení. Dne 15. října 2016 se vzali. Dne 12. září 2019 se jim narodil syn.

## Filmografie
| Rok  | Název                            | Role             | Poznámky |
| ---- | -------------------------------- | ---------------- | --- |
| 2005 | Dvanáct do tuctu 2               | Daniel Murtaugh  | |
| 2007 | Left for Dead                    | Blair            | |
| 2007 | Prci, prci, prcičky: Spolek Beta | Nick Anderson    | |
| 2009 | The Alyson Stoner Project        | VIP host         | |
| 2012 | Zasažen bleskem                  | Justin Walker    | |
| 2014 | Criminal                         | Dino             | krátký film |
| 2015 | Hrdina Max                       | Kyle Wincott     | |
| 2015 | The DUFF                         | Wesley           | nominace – Teen Choice Awards v kategorii Nejlepší filmový herec – komedie nominace – Teen Choice Awards v kategorii Nejlepší filmový polibek |
| 2015 | Anatomy of the Tide              | Brad McManus     | |
| 2016 | Hrdina Max                       | Kyle Wincott     | |
| 2016 | Code 8                           | Taylor Reed      | krátký film, také výkonný producent |
| 2016 | Já, kocour                       | David Brand      | |
| 2016 | Arq                              | Renton           | |
| 2017 | The Babysitter                   | Max              | |
| 2018 | When We First Met                | Ethan            | |
| 2019 | Code 8                           | Conner Reed      | |
| 2020 | Zoufalky                         | Jared            | |
| —    | The Babysitter 2                 | Max              | |
| —    | Eat Wheaties!                    | Brandon          | |
| —    | The Hating Game                  | Joshua Templeman | |
| 2024 | Kód 8: Část 2                    | Conner Reed      | |

### Televize
| Rok       | Název                                  | Role                                    | Poznámky                                                                 |
| --------- | -------------------------------------- | --------------------------------------- | ------------------------------------------------------------------------ |
| 2006      | Štvanci                                | Stephen                                 | díl: „Identity Crisis“                                                   |
| 2006–2008 | Life with Derek                        | Max Miller                              | 17 dílů                                                                  |
| 2008      | Případy detektiva Murdocha             | Wallace Driscoll                        | díl: „Tiché vody“                                                        |
| 2008      | Táta a všechny peníze                  | Drew Patterson                          | TV film                                                                  |
| 2008–2011 | True Jacksonová                        | Jimmy Madigan                           | vedlejší role (1. řada); hlavní (2.–3. řada); 40 dílů                    |
| 2009      | Scooby-Doo: Začátek                    | Fred Jones                              | TV film                                                                  |
| 2010      | Unnatural History                      | Michael O'Malley                        | 2 díly                                                                   |
| 2010      | Destroy Build Destroy                  | sám sebe                                | díl: „Scooby-Doo! Curse of the Lake Monster vs. Dude, What Would Happen“ |
| 2010      | Yu-Gi-Oh! 5D's – Hra králů             | Lyndon (hlas)                           | díl: „„Mother Knows Best“                                                |
| 2010      | Scooby-Doo: Prokletí nestvůry z jezera | Fred Jones                              | TV film                                                                  |
| 2011      | Jak jsem poznal vaši matku             | Scooby                                  | 2 díly                                                                   |
| 2011      | Bratři a sestry                        | mladý William Walker                    | díl: „For Better or for Worse“                                           |
| 2011      | Kriminálka New York                    | Riley Frazier                           | díl: „Air Apparent“                                                      |
| 2011–2012 | Pomsta                                 | Adam                                    | 4 díly                                                                   |
| 2012      | Alcatraz                               | mladý Ray Archer                        | 3 díly                                                                   |
| 2012      | Město podnikatelů                      | Andy Brazil                             | TV film                                                                  |
| 2012      | Prolhané krásky                        | Eric Kahn                               | díl: „The Kahn Game“                                                     |
| 2012      | Hawaii 5-0                             | Billy Keats                             | díl „Popilikia“                                                          |
| 2013      | Nouzové přistání                       | Lloyd                                   | díl „The Conversation“                                                   |
| 2013      | 1600 Penn                              | D.B.                                    | 7 dílů                                                                   |
| 2013      | Jmenuje se Zach. Zach Stone.           | Nick                                    | 8 dílů                                                                   |
| 2013      | Lovci bájných relikvií                 | Paxton Flynn                            | TV film                                                                  |
| 2013–2014 | Lidé zítřka                            | Stephen Jameson                         | hlavní role, 22 dílů                                                     |
| 2014      | Whose Line Is It Anyway?               | sám sebe                                | díl: „Robbie Amell“                                                      |
| 2014–2017 | The Flash                              | Ronnie Raymond / Firestorm / Deathstorm | vedlejší role, 11 dílů                                                   |
| 2015      | Taková moderní rodinka                 | Chase                                   | díl: „Closet? You'll Love It“                                            |
| 2015      | Chasing Life                           | Kluk s extází                           | díl: „Divoška“                                                           |
| 2016–2018 | Akta X                                 | Agent Miller                            | 3 díly                                                                   |
| 2018–2019 | A Series of Unfortunate Events         | Kevin                                   | 3 díly                                                                   |
| 2020      | Upload                                 | Nathan Brown                            | hlavní role                                                              |